# Bathyporeia sarsi
Bathyporeia sarsi is een gravend kniksprietkreeftje uit de familie Bathyporeiidae. De wetenschappelijke naam van de soort is voor het eerst geldig gepubliceerd in 1938 door Emris Watkin.

## Voorkomen
Bathyporeia sarsi is een ondiepwatersoort die voorkomt van Noorwegen tot in Het Kanaal.